# Casos d'angle i cercle

Casos d'angle i circumferència.

Arc capaç: els quatre angles inscrits abasten el mateix arc i, per tant, són iguals.

Els casos d'angle i circumferència fan referència als diferents noms que rep un angle segons la seva posició respecte a una circumferència, i els diferents teoremes que defineixen el seu valor respecte a l'arc que abasten.

## Classificació genèrica
Segons la posició del seu vèrtex respecte a la circumferència:
Angle interior, si el seu vèrtex és a l'interior de la circumferència. (Els costats també hi són)
L'amplitud d'un angle interior és la meitat de la suma de l'arc que abasten els seus costats, sobre aquesta circumferència, més l'arc que abasten les seves prolongacions.
Angle exterior, si té el seu vèrtex a l'exterior de la circumferència. (Els costats poden ser secants o tangents)
L'amplitud d'un angle exterior és la meitat de la diferència dels dos arcs que abasten els seus costats sobre aquesta circumferència.

## Casos particulars
Hi ha els següents casos particulars de la divisió anterior:
Interiors
Angle central, si té el seu vèrtex en el centre la circumferència.
L'amplitud d'un angle central és igual a la de l'arc que abasta sobre aquesta.
Angle inscrit, si el seu vèrtex és un punt de la circumferència i els seus costats la tallen en dos punts.
L'amplitud d'un angle inscrit és la meitat de la de l'arc que abasta. (Vegeu: arc capaç.)
Angle semiinscrit, si el seu vèrtex està sobre la circumferència, un dels seus costats la talla i l'altre és tangent, sent el punt de tangència el mateix vèrtex.
L'amplitud d'un angle semiinscrit és la meitat de la de l'arc que abasta.
Exteriors
Angle secant, si el seu vèrtex és exterior a la circumferència, i els seus costats en són secants.
Angle circumscrit, si el seu vèrtex és exterior a la circumferència, i els seus costats en són tangents, sent el punts de tangència equidistants del vèrtex.